# Bodoni

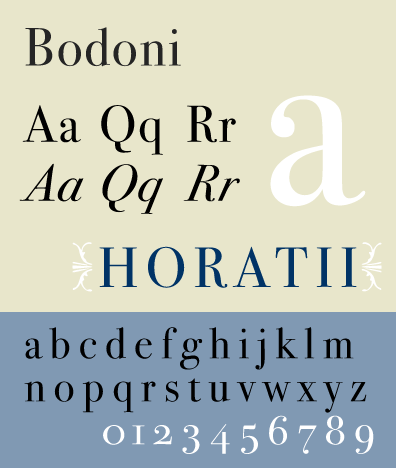
Wzornik pisma Bodoni

Bodoni – krój pisma zaprojektowany przez Giambattistę Bodoniego ok. 1780 roku w Parmie. Bodoni jest pismem szeryfowym, klasyfikowanym jako antykwa klasycystyczna. Obok kroju Didot uznawany za najbardziej charakterystyczne pismo drukarskie epoki klasycyzmu. W późniejszych epokach często kopiowany i stosowany w całej Europie i Stanach Zjednoczonych. Obecnie Bodoni jest jednym z najbardziej rozpowszechnionych krojów pism, używanym m.in. w nagłówkach gazet, np. magazynu „Vogue”.

## Historia
Giambattista Bodoni, początkowo zatrudniony jako kierownik drukarni książęcej w Parmie, od roku 1791 był właścicielem oficyny. Wypracował nowe kroje antykwy (w tym nazwanej jego nazwiskiem), czcionki greckiej i orientalnej. Wszystkie umieścił we wzorniku pism pt. Manuale tipografico, wydanym po śmierci autora, w 1818 roku, przez jego żonę. Kunszt drukarski Bodoni doprowadził do perfekcji dzięki odpowiednim proporcjom, symetrii i kształtowi pism. Oryginalne stemple Bodoniego przechowuje Museo Bodoniano w Parmie.

## Charakterystyka
Krój Bodoni posiada wszystkie typowe cechy antykwy klasycystycznej. Charakteryzuje się znacznym kontrastem pomiędzy pionowymi a poziomymi kreskami tworzącymi litery, ściętymi szeryfami włosowymi, pionowymi osiami w zaokrągleniach liter i małą aperturą.
Według systemu klasyfikacji krojów pisma stworzonego przez Aleksandra Lawsona należy do krojów typu Modern, natomiast według systemu klasyfikacji Vox – do krojów typu Didone.